# شتاودت
شتاودت (به آلمانی: Staudt) یک شهر در آلمان است که در وستروالدکرایس واقع شده‌است. شتاودت ۱٬۲۳۸ نفر جمعیت دارد.